# San Félix (Uruguay)
San Félix ist eine Stadt in Uruguay.

## Geographie
Sie befindet sich auf dem Gebiet des Departamento Paysandú in dessen Sektor 1. San Félix liegt, getrennt durch den Arroyo Sacra, südlich der Departamento-Hauptstadt Paysandú und westlich von Chacras de Paysandú nahe dem Ufer des Río Uruguay. Flussabwärts in südwestlicher Richtung ist dort Casablanca gelegen.

## Einwohner
Für San Félix wurden bei der Volkszählung im Jahr 2004 1.149 Einwohner registriert.
| Jahr | Einwohner |
| ---- | --------- |
| 1963 | 338       |
| 1975 | 817       |
| 1985 | 841       |
| 1996 | 1.071     |
| 2004 | 1.149     |

Quelle: Instituto Nacional de Estadística de Uruguay